# Языки михе
Языки ми́хе (англ. Mixean, не следует путать с Mixe; также Ayuujk, Ayüük, Ayuuk, Ayuhk, Ayüük Ja’ay) — ветвь языков михе-соке, на которых говорят на юге Мексики. Согласно Вичманну (1995), существует три расходящихся языков михе, оахакская ветвь, что составляет большую часть семьи:
- Олутанский (Веракрус)
- Саюланский (Веракрус)
- Тапачультекский (Чьяпас, вымер)
- Михе (Оахака, несколько языков)